# William Webb
William "Wally" Webb (19 de novembre de 1882 - ?) va ser un boxejador britànic que va competir a principis del segle xx.
El 1908 va prendre part en els Jocs Olímpics de Londres, on guanyà la medalla de bronze de la categoria del pes gall, en perdre en semifinals contra John Condon.